# Scaphoideus cylindratus
Scaphoideus cylindratus är en insektsart som beskrevs av Delong och Beery 1936. Scaphoideus cylindratus ingår i släktet Scaphoideus och familjen dvärgstritar. Inga underarter finns listade i Catalogue of Life.